# Жанза
Жанза́ (фр. Jenzat) — коммуна во Франции, находится в регионе Овернь. Департамент коммуны — Алье. Входит в состав кантона Ганна. Округ коммуны — Виши.
Код INSEE коммуны — 03133.

## Население
Население коммуны на 2008 год составляло 508 человек.
| 1962 | 1968 | 1975 | 1982 | 1990 | 1999 | 2008 |
| ---- | ---- | ---- | ---- | ---- | ---- | ---- |
| 471  | 492  | 451  | 422  | 439  | 450  | 508  |

## Экономика
В 2007 году среди 287 человек в трудоспособном возрасте (15—64 лет) 219 были экономически активными, 68 — неактивными (показатель активности — 76,3 %, в 1999 году было 69,5 %). Из 219 активных работали 198 человек (105 мужчин и 93 женщины), безработных было 21 (7 мужчин и 14 женщин). Среди 68 неактивных 21 человек были учениками или студентами, 16 — пенсионерами, 31 были неактивными по другим причинам.

## Достопримечательности
- Романская церковь Сен-Мартен
- Музей, созданный в 1986 году и посвящённый истории шарманки и её производству
- Шато и парк